# Liste der Baudenkmäler in Stockstadt am Main
Auf dieser Seite sind die Baudenkmäler in dem unterfränkischen Markt Stockstadt am Main zusammengestellt. Diese Tabelle ist eine Teilliste der Liste der Baudenkmäler in Bayern. Grundlage ist die Bayerische Denkmalliste, die auf Basis des Bayerischen Denkmalschutzgesetzes vom 1. Oktober 1973 erstmals erstellt wurde und seither durch das Bayerische Landesamt für Denkmalpflege geführt wird. Die folgenden Angaben ersetzen nicht die rechtsverbindliche Auskunft der Denkmalschutzbehörde.
 Diese Liste gibt den Fortschreibungsstand vom 15. April 2020 wieder und enthält 27 Baudenkmäler.

## Ensembles

### Ensemble Hauptstraße Stockstadt

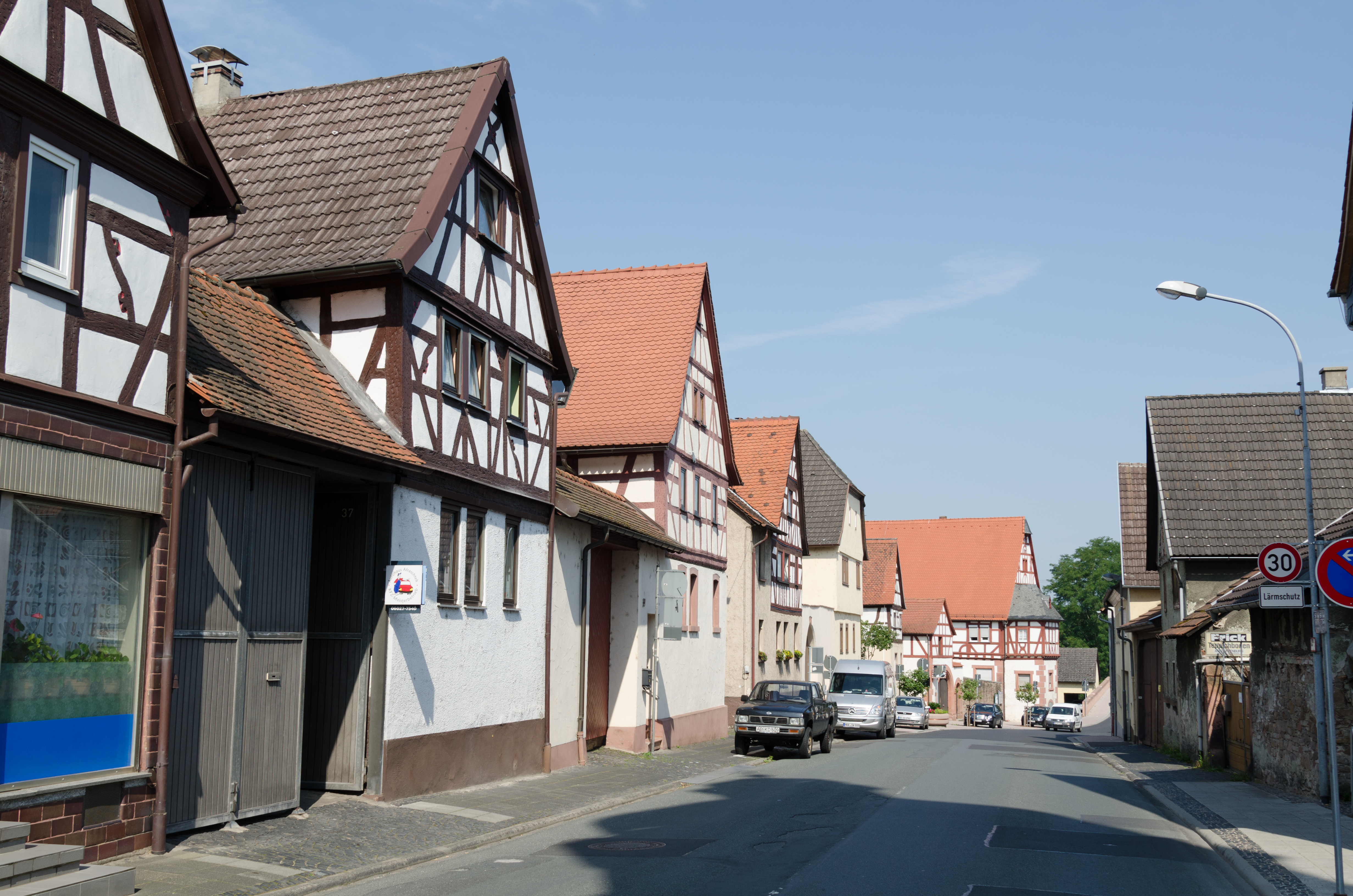
Westliche Hauptstraßenseite weitere Bilder

Das Ensemble (Lage) umfasst den Zug der Hauptstraße und ehem. Geleitstraße von Nürnberg nach Mainz innerhalb des historischen Bereichs des Pfarrdorfes, das in dem Winkel zwischen dem Mainufer und der Einmündung der Gersprenz in den Main eingebettet liegt. Es erstreckt sich von der Abzweigung der Maingasse im Süden, beim jetzigen Rathaus, nach Nordwesten bis zur Gersprenzbrücke mit der vorgelagerten Mühle und dem um 1546 entstandenen eindrucksvollen Fachwerkgiebelbau der ehemaligen Kurmainzischen Hauptzollstätte. Die überwiegend geschlossene Bebauung der beiden Straßenseiten, überragt von der Pfarrkirche von 1773, die in die Ostseite eingebunden ist, weist Ackerbürgeranwesen, meist Fachwerkgiebelhäuser des 16. bis 19. Jahrhunderts mit zugeordneten schmalen, zur Straße hin durch Mauern und Tore geschlossenen Höfen, auf, darüber hinaus auch Gasthöfe und traufseitige Wohnbauten des 18. und frühen 19. Jahrhundert. Aktennummer E-6-71-155-1.

## Baudenkmäler
| Lage                                                          | Objekt                                           | Beschreibung | Akten-Nr.     | Bild                                 |
| ------------------------------------------------------------- | ------------------------------------------------ | --- | ------------- | ------------------------------------ |
| Angelberg (Standort)                                          | Bildstock                                        | Ionische Säule, Aufsatz mit Kreuzdach und Reliefs, Sandstein, um 1690 | D-6-71-155-25 | Bildstock                            |
| Dessauer Straße 11 (Standort)                                 | Kruzifix, ehemaliges Friedhofskreuz              | Sandstein, 1802 | D-6-71-155-29 | Kruzifix, ehemaliges Friedhofskreuz  |
| Dessauer Straße 11 (Standort)                                 | Katholische Pfarrkirche Maria Rosenkranz-Königin | Zentralbau aus rotem Sandstein mit steilem Dach auf ovalem Grundriss mit umlaufenden Kapellenkranz, mit Campanile, unter Verwendung von Sandsteintrümmern einer Mainbrücke, 1948–1952 von Hans Schädel, mit Ausstattung            | D-6-71-155-30 | weitere Bilder                       |
| Gersprenzbrücke Hauptstraße (Standort)                        | Figur des heiligen Johann Nepomuk                | 18. Jahrhundert, von der alten Gersprenzbrücke nicht nachqualifiziert, im Bayerischen Denkmal-Atlas nicht kartiert | D-6-71-155-22 | BW                                   |
| Fischergasse 3, 5 (Standort)                                  | Doppelhaus                                       | Traufseitbau, zweigeschossiger Satteldachbau, Obergeschoss Fachwerk verputzt, 18./frühes 19. Jahrhundert | D-6-71-155-1  | Doppelhaus                           |
| Gersprenz, Hauptstraße (Standort)                             | Brücke über die Gersprenz                        | Leicht gewölbte Sandsteinbrücke mit zwei Rundbögen und massiv gemauerter Brüstung mit Unterbrechungen durch eiserne Geländer, darauf moderne Nepomuk-Figur, Rotsandsteinquader, um 1845                                            | D-6-71-155-15 | Brücke über die Gersprenz            |
| Hauptstraße 30 (Standort)                                     | Katholische Pfarrkirche St. Leonhard             | Saalbau mit polygonalem Chorabschluss, erbaut 1773, mit gotischem Turmuntergeschoss 15. Jahrhundert; mit Ausstattung | D-6-71-155-5  | weitere Bilder                       |
| Hauptstraße 32 (Standort)                                     | Wohnhaus                                         | Zweigeschossiger giebelständiger Fachwerkbau mit Satteldach, in Ecklage, 1686 | D-6-71-155-6  | weitere Bilder                       |
| Hauptstraße 33 (Standort)                                     | Hofanlage                                        | Zweigeschossiger Walmdachhaus mit Ecklisenengliederung, 18. Jahrhundert | D-6-71-155-7  | weitere Bilder                       |
| Hauptstraße 33 (Standort)                                     | Hoftor und Nebengebäude                          | | D-6-71-155-7  | weitere Bilder                       |
| Hauptstraße 35 (Standort)                                     | Hofanlage                                        | Zweigeschossiger giebelständiger Satteldachbau mit Fachwerkobergeschoss, wohl 17. Jahrhundert | D-6-71-155-8  | weitere Bilder                       |
| Hauptstraße 37 (Standort)                                     | Hofanlage                                        | Zweigeschossiger giebelständiger Fachwerkbau mit Satteldach, wohl 18. Jahrhundert | D-6-71-155-9  | weitere Bilder                       |
| Hauptstraße 39 (Standort)                                     | Hofanlage                                        | Zweigeschossiger giebelständiger Fachwerkbau mit Satteldach und Hoftor, 18. Jahrhundert | D-6-71-155-10 | weitere Bilder                       |
| Hauptstraße 41 (Standort)                                     | Hofanlage                                        | Zweigeschossiger Fachwerkbau mit Zwerchhausanbau, wohl 18. Jahrhundert | D-6-71-155-11 | weitere Bilder                       |
| Hauptstraße 44 (Standort)                                     | Gasthaus                                         | Zweigeschossiger Eckbau mit Halbwalmdach und Durchfahrt, Fachwerk, 18. Jahrhundert | D-6-71-155-12 | weitere Bilder                       |
| Hauptstraße 47 (Standort)                                     | Hofanlage                                        | Zweigeschossiger giebelständiger Krüppelwalmdachbau mit verputztem, vorkragendem Fachwerkobergeschoss und Hoftor, bezeichnet „1779“                                                                                                | D-6-71-155-13 | weitere Bilder                       |
| Hauptstraße 53 (Standort)                                     | Ehemaliges kurmainzisches Hauptzollhaus          | Anlage aus Wohnhaus und Ökonomiegebäude, verbunden mit einer Bruchsteinmauer, Wohnhaus, zweigeschossig mit leicht vorkragendem Fachwerkobergeschoss und kleinem Vorbau als Zolleinnahmestelle, Hoftor bezeichnet „1549“ und „1670“ | D-6-71-155-14 | weitere Bilder                       |
| In Stockstadt, vor dem Friedhof (Standort)                    | Bildstock                                        | Sockel mit kurzem Säulenschaft, Aufsatz Pietà, roter Sandstein, um 1630 (Original im Museum) | D-6-71-155-23 | Bildstock                            |
| In Stockstadt, im Friedhof (Standort)                         | Kruzifix                                         | Lebensgroß, aus rotem Sandstein, am Sockel bezeichnet „1609“ mit Wappen, nach 1918 als Kriegerdenkmal adaptiert, auf Friedhof versetzt und mit Assistenzfiguren von Sonnleitner ergänzt                                            | D-6-71-155-24 | Kruzifix                             |
| Lauzenhard (Standort)                                         | Bildstock                                        | Ionische Säule (Schaft erneuert), Aufsatz mit Kreuzdach und Kreuz, dreifach bezeichnet „1625“, „1774“ und „1829“, roter Buntsandstein                                                                                              | D-6-71-155-26 | Bildstock                            |
| Maingasse 15 (Standort)                                       | Wohnhaus                                         | Zweigeschossiger giebelständiger Satteldachbau mit Zierfachwerkobergeschoss, 16./17. Jahrhundert | D-6-71-155-17 | Wohnhaus                             |
| Nähe Großostheimer Straße (Standort)                          | Bildstock                                        | Auf gefaster Säule Satteldachaufsatz mit vergitterter Rundbogennische, Sandstein, wohl 19. Jh. | D-6-71-155-21 | Bildstock                            |
| Nähe Obernburger Straße (Standort)                            | Bildstock                                        | Auf Sockel gefaste Säule mit Kreuzdachaufsatz mit Reliefs in flachen Bildnischen und bekrönendem eisernen Kreuz, Sandstein, bez. 1626                                                                                              | D-6-71-155-27 | Bildstock                            |
| Schulstraße 46 (Standort)                                     | Feldkreuz                                        | Kruzifix auf Inschriftensockel, Dreinageltypus, Rotsandstein, bez. 1737, renoviert 1960 | D-6-71-155-18 | Feldkreuz                            |
| Im Oberhübnerwald zwischen Kieswerk und Bahnlinie. (Standort) | Steinkreuz, sogenanntes Kluges Kreuz             | Rotsandstein, bezeichnet „1695“ nicht nachqualifiziert, im Bayerischen Denkmal-Atlas nicht kartiert | D-6-71-155-28 | Steinkreuz, sogenanntes Kluges Kreuz |
| Untere Kirchgasse 7 (Standort)                                | Wohnhaus                                         | Zweigeschossiger traufständiger Satteldachbau, Fachwerk verputzt, 17./18. Jahrhundert | D-6-71-155-19 | Wohnhaus                             |
| Untere Kirchgasse 32 (Standort)                               | Wohnhaus                                         | Schmaler zweigeschossiger traufständiger Fachwerkbau mit Satteldach, 18./frühes 19. Jahrhundert | D-6-71-155-20 | Wohnhaus                             |

## Ehemalige Baudenkmäler
In diesem Abschnitt sind Objekte aufgeführt, die früher einmal in der Denkmalliste eingetragen waren, jetzt aber nicht mehr. Objekte, die in anderem Zusammenhang also z. B. als Teil eines Baudenkmals weiter eingetragen sind, sollen hier nicht aufgeführt werden. Aktennummern in diesem Abschnitt sind ehemalige, jetzt nicht mehr gültige Aktennummern.

| Lage                      | Objekt   | Beschreibung                                                                        | Akten-Nr.    | Bild     |
| ------------------------- | -------- | ----------------------------------------------------------------------------------- | ------------ | -------- |
| Hauptstraße 22 (Standort) | Wohnhaus | Zweigeschossiger traufständiger Satteldachbau mit Hofdurchfahrt, 18. Jahrhundert    | D-6-71-155-2 | Wohnhaus |
| Hauptstraße 24 (Standort) | Wohnhaus | Zweigeschossiger traufständiger Satteldachbau, 18. Jahrhundert                      | D-6-71-155-3 | Wohnhaus |
| Hauptstraße 26 (Standort) | Wohnhaus | Zweigeschossiger Traufseitbau mit einseitig abgewalmten Satteldach, 18. Jahrhundert | D-6-71-155-4 | Wohnhaus |